# Полежаевский проезд
Полежа́евский прое́зд — проезд в Красносельском районе Санкт-Петербурга. Проходит от проспекта Маршала Жукова до Авангардной улицы.
Проезд был построен после войны и продолжал улицу Коммуны (до 1920-х годов — Беляев переулок), которая до этого шла примерно от нынешней улицы Партизана Германа до Авангардной улицы. В 1960-х годах остальной участок улицы Коммуны был утрачен, а проезд, примыкающий к проспекту Маршала Жукова, оказался безымянным. Название улица Коммуны на ним не закрепилось.
При рассмотрении вопроса о названии для проезда был рассмотрен вариант Беляев переулок, однако он был отклонен, поскольку этот отрезок в состав переулка никогда не входил. Был выбран вариант Полежаевский проезд — по Полежаевскому парку. 17 января 2017 года название было утверждено.

## Мост
Полежаевский проезд пересекает реку Дудергофку по мосту, которому 28 июля 2010 года было присвоено название Авангардный мост.